# بيتشز (موسيقية)
ميريل نيسكر (وُلِدَت في الحادي عشر من نوفمبر عام 1966)، اشتهرت باسمها الفني بيتشز، وهي موسيقية كندية ومنتجة ومخرجة وفنانة بصرية وفنانة أداء.
وُلِدت بيتشز لدى أُسرة يهودية في أونتاريو. في تسعينيات القرن العشرين بدأت مهنتها الموسيقية كعضو في ثلاثية موسيقى الفولك ميرميد كافيه. في عام 1995، أنشأت فرقة الروك «ذا شت». أطلَقَت في ذلك العام أول ألبوم فردي لها بعنوان «السفاح فانتسيبانتس». بعد الرحيل إلى برلين، ألمانيا، وقَّعَت عقدًا مع علامة كيتي يو وأُطلِق الألبوم الثاني لها بعنوان ذا تيتشز أوف بيتشز في عام 2000. قدمت جولة افتتاحية للفِرق مثل فرقة مارلين مانسون وفرقة كوينز أوف ذا ستون أيج ومن ثم أطلقت الألبوم الثالث لها بعنوان «فاذرفاكر» في عام 2003.
برزت أغانيها في الأفلام مثل فيلم «فتيات لئيمات» و«الانتظار» و«جاكاس: رقم 2» و«عيني الصغيرة» و«محرك غاضبون» و«ضائع في الترجمة». برزت موسيقاها أيضًا في عروض تلفزيونية مثل «لوست جيرل» و«ذا إل وورد»، و«بيتي القبيحة» و«ساوث بارك» والسلسلة التلفزيونية «عار» و«حكاية أمة» و«30 روك» و«دم حقيقي» و«فل فرونتال وذ سمانثا بي» و«ليتركيني» التي استعملت لترويج المسلسل التلفزيوني «ديرت». قامت بيتشز بالغناء كضيفة في ألبوم فرقة بينك بعنوان «جرب هذا»، وفي أغنية «يا إلهي»، وفي ألبوم الفرقة الموسيقية النسوية تشكس أون سبيد بعنوان «99 سنت»، وفي أغنية «نحن لا نعزف على الجيتارات»، وفي ألبوم كريستينا أغيوليرا لعام 2010 بعنوان «الأعضاء الآلية»، وفي أغنية «فتياتي» (التي أنتجتها وشاركت في تأليفها فرقة لو تيغري)، وحديثًا في ألبوم الفرقة الثلاثية ماجور ليزر لعام 2013 بعنوان «الكون الحر» في أغنية «أفزعني» المميزة.

## نشأتها
وُلِدت ميريل نيسكر في تورنتو بمقاطعة أونتاريو عام 1966، انضمت إلى مدرسة يهودية خاصة. كانت نيسكر أضحوكة الصف «وخصوصًا أنها لم تكن فَطِنة». كنت مستمتعة في كادر الأداء الإبداعي، لكن بدا ذلك شيئًا عسيرًا بالنسبة لي بسبب التنظيم الشديد، «قالت ذلك للناقدة كيتي إمباير في صحيفة ذا أوبزرفر.
كانت أسرتها يهودية الثقافة، رغم ذلك لم تكن متدينة. ترَحلَ أجدادها من جهة الأب إلى كندا من أوسترزيكا دولن في بولندا، ترَحلَ أجدادها من جهة الأم من غاليسيا التي تسمى الآن أوكرانيا. تحدثت في مقابلة لمجلة يو آر بي كيف تقدمت في العمر وهي من معاداة السامية؛ في طريق عودتها إلى المنزل من المدرسة، كان طلاب المدرسة الكاثوليكية المجاورة يقذفون الأحجار عليها ويدعونها بـ «اليهودية الوسخة». بيتشز ثنائية الميول الجنسية.

## مهنتها

### 1990- 1999: الفرقة الثلاثية ميرميد كافيه، ألبوم السفاح فانسيبانتس وفرقة ذا شت
في بداية تسعينيات القرن العشرين، كانت نيسكر عضو الفرقة الثلاثية الموسيقية ميرميد كافيه. اقتُبس الاسم من أغنية كاري للمغنية جوني ميتشل. أطلقت أول ألبوم لها بعنوان السفاح فانسيبانتس، الذي حمل اسم ميريل نيسكر في عام 1995، بعد ذلك حسَّنَت النمط والشخصية التي تُعرف الآن باسم بيتشز. انطلقت فرقة ذا شت الحماسية في عام 1995 والمتكونة من مزيج موسيقي لأربعة أنواع موسيقا يعزفها تشيلي غونزاليس (الذي يُعرف أيضًا بـ جاسون بيك)، وعازف الإيتار ستيكي الذي عزف فيما بعد في فرقتي «ويبينغ تايل» و«ميوزك مول»، و«دومينيك سالول» الذي يُعرف باسم (موكي). كانت موسيقا الروك الجنسية المثيرة للسخرية تُبين ما ستكون عليه نيسكر، كما كانت في أثناء ذلك الوقت تتخذ اسم بيتشز. اختير الاسم المستعار بيتشز من أغنية نينا سيمون «أربع نساء»، عندما صاحت سيمون في النهاية «اسمي بيتشز!». في تورونتو، قبل التحول إلى الشهرة، كانت تسكن مع رفيقتها فنانة التسجيل فيست فوق محل «تعال كما أنت». عملت فيست في كواليس عروض بيتشز، باستعمال دمية جورب متحركة تسمي نفسها «بيتش لاب لاب». ذهب الاثنان أيضًا في جولة معًا في إنجلترا من 2000 - 2001، مكثا مع الفنان جاستن فريشمان والمغنية إم.آي.إيه. غادرت إم.آي.إيه. لتوثيق رحلة بيتشز فيديويًا في الولايات المتحدة عام 2000 وصُنع الملابس من أجل الموسيقيين، في حين أوحت بيتشز إلى إم.آي.إيه. لاستعمال جهاز «رونالد إم سي 505» في أِسلوب التأليف الخاص بها.

### 2000 - 2002:  ذا تيتشز أوف بيتشز
انتقلت بيتشز إلى برلين، ألمانيا بعد تأليف ست مقطوعات إي بي (EP). حطت طائرة بيتشز لليلة واحدة، بينما ذهبت لرؤية صديقها القديم جيسن بيك، الذي ينعم بنجاح أوروبي بسيط مثل تشيلي غونزاليس في مكان سكنه الجديد في برلين. في ما يتعلق باستحقاق هذا العرض المنفرد، تعاقدت معها العلامة البرلينية كيتي يو فورًا. عرضت لها العلامة فرصة العودة لديارها في تورينتو لتسجيل ألبوم جديد ذا تيتشز أوف بيتشز، وأُطلِقت المقطوعة «لافيرتيتس إي بي» المنجزة مسبقًا في صيف عام 2000. أُطلِق الألبوم كاملًا ذا تيتشز أوف بيتشز في الخريف.
ظهرت في العرض التلفزيوني البريطاني «توب أوف ذا بوبس»، لكن اعتُقد أداؤها غير لائق جدًا ليُبَثّ.
بعد إطلاق ألبوم ذا تيتشز أوف بيتشز، تعاقدت نيسكر أوروبيًا مع شركة سوني. لاحقًا، جمعت مبلغًا ماليًا كبيرًا لتصوير فيديو أُغنية بعنوان «فجرُه»، حيث كانت تجلس فيه في غرفة تبديل الملابس عارية بشعر الإبط والعانة النامي بطول شعر رابونزل. بالتالي نبذتها شركة سوني. قالت بيتشز: «إنهم يطلبون الآن استرجاع أموالهم».
يعد تمثال نيسكر  AA 34 من أول التماثيل النسائية التي اختيرت في عام 2001 من قِبل الفنانة المعروفة في الستينيات سينثيا بلاستر كاستر، والتي تُعرف الآن بعمل نماذج لعورات ذكور الروك.
في عام 2002، مثلت بيتشز في فيلم «الرجل القبيح»، أخرِج الفيلم القصير من قِبل جون مالكوفيتش. وابتُدِع من أجل عرض الملابس المصممة من قبل بيلا فريود، وأبرز شِعر غاري سينيز.

### 2003 - 2005: ألبوم فاذرفاكر
أطلقت بيتشز في عام 2003، الألبوم الثاني لها بعنوان فاذرفاكر للعلامات كيتي يو/ إكس إل بعد سنين من الترحال والافتتاح للفنانين مثل المغني مارلين مانسون وفرقة كوينز أوف ذا ستون أيج وقد ألَّفت ونظمت مرة أخرى كل موسيقا ألبومها بنفسها. وُصفت الأغنية المفردة «اركُله» التي تميزت بها إيغي بوب، من قِبل بيتشز إلى مجلة: «بأنها تتضمن موسيقا الروك أكثر من الجنس».
اختيرت بيتشز كمرشحة للفوز عن ألبومها فاذرفاكر ضمن فئة «الفنان الموسيقي الممتاز» في حفل توزيع جوائز جلاد ميديا الخامسة عشر إلى جانب كل من المغني روفوس واينرايت، وميشيل إنديغيوتشيلو، والثنائي جونيور سينيور والثنائي «بيتش آند أنيمال» لكنها خسرت وكانت الجائزة من نصيب روفس وينرايت.

### 2006 - 2008: إمبيتش ماي بوش
جمعت بيتشز الضيوف الموسيقيين جوان جيت، غريغ كورستن، جوش هوم، سامانثا مالوني، بيث ديتو، فيست، ديف كاتيشنغ، براين أوكنور وراديو سلون لإنجاز عدة مقطوعات في الألبوم الثالث لها إمبيتش ماي بوش عام 2006.
تأسست فرقة هيرمس اختصارًا لـ (hermaphrodites) في ربيع عام 2006 في القرن الواحد والعشرين كفرقة مؤيدة لبيتشز. عزفت الفرقة في المواقع الصغيرة والكبيرة كلًا من الأمور الجنسية والأمور المرتبطة بها والتي تشكل عامل مفاجئة لدى الجمهور. تُعد هيرمس أيضًا تلميحًا إلى ثنائي سبعينيات القرن العشرين بيتشز وهيرب ودمج كلمات "لها” و"هو". قام كل من بيتشز وفرقة هيرمس بالعمل الافتتاحي للفرقتين ناين إنش نايلز وبوهوس في أثناء الجزء الثاني من جولتهم في صيف عام 2006 في الولايات المتحدة.
في أغسطس عام 2006، قامت بيتشز بحملة دعائية ضد حملة صيد الفقمة التي ابتُدِعت من قِبل الناس لأجل التعامل الأخلاقي مع الحيوانات بيتا سُمّيت "الفرو هو ميت". تُبرِز الدعاية صورة لبيتشز جنبًا إلى جنب مع صورة صغير الفقمة الذي ضُرِب بالهراوة، مع طبع كلمات "مشهد النادي الكندي لصغير الفقمة” أعلى صورة بيتشز.
في عام 2007، ظهرت بيتشز كعارضة في دعاية لصالح شركة فيستال ويتشيز. وعُرِضت الدعاية في مجلة ذا فيدار.
اختيرت بيتشز كمرشحة للفوز عن ألبومها إمبيتش ماي بوش ضمن فئة "الفنان الموسيقي الممتاز" في حفل توزيع جوائز جلاد ميديا الثامنة عشر إلى جانب كل من فرقة ديتي بوبس، أوين باليت، الثنائي بت شوب بويز،"لثنائييت، جوائز "ي دعاية لصالح  لصغير الفقمة" أعلى صورة بينشس. .يف كاتيشنغ، براين أوكنور ووفرقة سيزر سيسترز لكنها خسرت وكانت الجائزة من نصيب فرقة سيزر سيسترز.
عزفت بيتشز على الهواء في مهرجان باركلايف في أُستراليا مع الفرقة الألمانية سويت مشين في خريف 2008.
كانت أغنيتها «يريد الصبية أن يكونوا هي» الأساسية لسلسلة فل فرنتال وذ سمانثا بي التي تبث على شبكة تي بي إس.

### 2009 - 2012: ألبوم آي فيل كريم وأعمال أخرى
أُطلِق الألبوم الرابع لها بعنوان آي فيل كريم في الرابع من مايو عام 2009 في أوروبا، وفي الخامس من مايو في أمريكا الشمالية. كانت الأغنية المفردة الأولى من الألبوم لمضاعفة الجهد الترويجي فيما يتعلق بأغنية «تكلم معي» و«المزيد». جمعت بيتشز زملاءها لإنتاج عدد من المقطوعات بشكل مشترك من ضمنها الثنائي سيميان موبايل ديسكو، فرقة سول واكس، الثنائي ديجيتاليزم، وشيبمود. شارك صديقها المتعاون معها لفترة طويلة، غونزاليس، في تأليف الأغاني في ألبوم آي فيل كريم وشوندا كي (الصوت الغنائي لفرقة يو ماجستي التي برزت في مقطوعة الملياردير.
ذاع صيت زيّ بيتشز المسرحي واتجاه نمطها الصارخ. كثيرًا ما رمزت إطلالاتها للحنين إلى الوطن والمستقبلية، الهجومية والفتنة، ورفض الحدود بخصوص هوية الجنس. تلبس بيتشز وفرقتها سويت مشين الأزياء من مصممين مختلفين لكنها تعمل على نحو ملفت مع خبير الأزياء/ المصمم فوغان ألكسندر، ومصمم تسريحات شعر المشاهير تشارلي لو ميندو ومصمم الأزياء الأمريكي جون رينو.
في عام 2010، ذهبت بيتشز والفرقة سويت مشين في رحلة أخرى لأستراليا من أجل الأداء في مهرجانات «بيغ داي آوت» التي بيعت كل تذاكرها، وفي مجموعة من العروض الصغيرة. ساندت شوندا كي بيتشز في هذه الرحلة واشتركت معها في أداء أغنية الملياردير في مهرجانات بي دي أو (BDO) وفي العروض الصغيرة، كان العمل الافتتاحي في العروض الصغيرة إلى جانب إيفر بيفر في ملبورن.[بحاجة لمصدر]
حصلت بيتشز في الرابع عشر من مارس عام 2010 على جائزة "الفنان الإلكتروني للسنة” في الدورة العاشرة لمهرجان الموسيقا الحرة السنوي المُقام في تورونتو، كندا.
رفض أصحاب حقوق النشر والتأليف للمسرحية الموسيقية يسوع المسيح سوبر ستار في مارس من عام 2010 طلب بيتشز لتقديم النسخة المعدلة منها «امرأة واحدة» التي كانت تنظم لأدائها على المسرح في برلين. بعد الحصول على لفت الأنظار من عدة أجهزة إعلامية، قامت بيتشز بتسوية ناجحة مع مالكي الحقوق هؤلاء، وجرت تأدية المسرحية الموسيقية في المدة من الخامس والعشرين إلى السابع والعشرين من مارس في مسرح برلين HAU1. شارك غونزاليس بيتشز في العزف على البيانو. أعلن ترافيس جيبسن في مراجعته لمجلة «آرت فوريوم»، لم تدهشني بيتشز فقط، بل نجحت في إدهاشنا كلنا بإظهار مدى صوتي ممتد، ورقة موسيقية طبيعية لديناميكيات مدرسة أندرو ليويد ويبر سكور الموسيقية وبراءة عاطفية فائقة قلما تقدمها في الموسيقا الأدنى قداسة الخاصة بها.
مثلت بيتشز في فيلم يسمى البرج العاجي شمل أداءات لكل من فيست، وتشيلي غونزاليس، تيغا ووالدة غونزاليس. قامت بيتشز بدور مارشا، فنانة أداء تُخطَب إلى رجل يسمى تاديوس (تيغا). تصعب الأمور عند رجوع حبيبها السابق هيرشل (غونزاليس) لحياتها. بدأ تصوير الفيلم في تورونتو واستغرق مدة أكثر من ثلاثة عشر يومًا من نهاية الشتاء حتى بداية الربيع في عام 2010. كان تأليف الفيلم مشتركًا بين غوزاليس وسيلين سكيما (الذي أخرج وألّف فيلم ووتر ليليز)، أخرج الفيلم آدم تراينور وأنتجه نيكولاس كازانيا. أُعطي فيلم البرج العاجي إصدارًا مسرحيًا مقيدًا في أغسطس عام 2010.
في مايو عام 2010، صَرَّحت كريستينا أغيليرا بأن بيتشز كانت من المشاركين في الألبوم الرابع لها المسجل بعنوان أعضاء آلية. تَميَّزت بيتشز في مقطوعة تسمى فتياتي. ساهم في تأليف الأغنية وإنتاجها لو تيغرا.
أطلقت بيتشز في الثلاثين من شهر أغسطس عام 2010 أغنية مفردة جديدة بلقب جوني. كانت الأغنية جانبًا من مجموعة الإجلال للمغني آلان فيغا من فرقة سويسايد. ومن ضمن الموسيقيين الذين قاموا بإطلاق أغاني مفردة كجانب من مجموعة الإجلال هي فرقة الرعب، وفرقة برايمال سكريم، وفرقة كلاكسونس والمغني بروس سبرينغستن.
حضرت بيتشز كضيفة موسيقية في إصدار ألبوم «انهيار إلى الآن» لفرقة آر. إي. إم عام 2011، وشاركت في أغنية ألغيتور- أفييتور- أوتوبايلوت- أنتيميتر.
عُرِضت أغنية بيتشز «يريد الصبية أن يكونوا هي» في إعلان عبر الإنترنت للفيلم المميز الذي يُبث على الهواء في عام 2012، المُشتق من رواية حققت أفضل المبيعات بنفس الاسم. استُخدمت أيضًا كموسيقا رئيسية في مجموعة برامج بعد منتصف الليل التلفزيونية. برزت أيضًا في جزء من مسلسل سواد اليتم.

### 2012: الموسيقا الجديدة وفيلم بيتشز تجسد نفسها
صُرِح عام 2012 بعرض فيلم شبه السيرة الذاتية/ الموسيقي في مهرجان تورونتو للأفلام، بالاستفادة من اثنتين وعشرون أغنية من قائمتها السابقة وبتأييد من فرقة بيتشز سويت مشين.
أُطلق فيلم بيتشز تجسد نفسها في مهرجان تورونتو الدولي للأفلام في الثالث عشر من سبتمبر عام 2012.
في الثاني من أكتوبر عام 2012، أطلقت بيتشز أغنيتها المفردة الجديدة بعنوان «الانفجار» كأغنية رقمية مُدعَمة بمزيج متنوع.

### 2015 إلى الآن: وات إيلز إز إن ذا تيتشز أوف بيتشز آند آر يو بي
نُشِر كتاب التصوير الفوتوغرافي «وات إيلز إز إن ذا تيتشز أوف بيتشز» الذي شارك فيه بيتشز المصور هولجر تالينسك في الثاني من يونيو عام 2015. أُصدر الكتاب من قِبل دار النشر أكاشيك بوكس، شمل الكتاب أيضَا نصوصًا كتبتها بيتشز، ومايكل ستب، المغني الأساسي لفرقة آر إي إم، والفنانة والمغنية يوكو أونو والممثلة إلين بيج.
أُطلِق الألبوم الاستوديوي السادس آر يو بي لبيتشز الذي أُنتجه الموسيقي فايس كولير مع بيتشز في ورشة عملها في لوس أنجلوس، في الخامس والعشرين من سبتمبر. في يونيو عام 2015، أُعلن أنَّ الألبوم يتضمن ضيوفًا غنائيين منهم كيم جوردن وفيست وسيمون جونز.
أُطلِقت المقطوعة المتبقية من ألبوم آر يو بي باسم خط الجسد بواسطة قناة أدلت سويم في العشرين من يوليو عام 2015. تميزت مقطوعة الألبوم الذي أنتجه فايس كولير بعزف نيك زينر على الجيتار الذي ظهر على أنه «أسلوب عزف الجيتار الحاد والصاخب يتخلل نصفه أسلوب الراب لبيتشز والنصف الآخر أغاني بنمط»a high-octane space jam” في مايو 2016، مثلت بيتشز كما هي في حلقة من السلسلة التلفزيونية الكندية في الجزء الرابع منها «سواد اليتم» وهي تغني أغنية خط الجسد في الملهى. غنت أغنية «يريد الصبية أن يكونوا هي» في حفل عشاء في التاسع والعشرين من أبريل عام 2017. ظهرت بيتشز لأول مرة في مسرح Staatstheater في شتوتغارت، عندما لعبت دور آنا في مسرحية «الخطايا السبع المميتة» التي ألفتها كورت ويل.

## الفن
افتتحت بيتشز المعرض الفني المنفرد الأول في كونستفيرين في هامبورغ في التاسع من سبتمبر عام 2019 (حتى العشرين من أكتوبر في عام 2019) تحت شعار «هوز جيز إز ذيس؟»، اتبعت أسلوبًا شديد التحرر ومفاجئًا في مواضيع الجنس، ونظرية المساواة بين الرجل والمرأة، والكويرية، والجنس وسياسة الألفية الجديدة، تطلق بيتشز على عرضها التقديمي دابليو جي آي تي أنه «تحليل موسيقي في أربعة عشر مشهدًا». في منتصف العرض التقديمي، تقوم فرقة فليشيز التي غيرت اسمها إلى هذا الاسم بإعادة تأليف قصتها، بهجر البشر والمعاملات البشرية، وترك الكلمات مثل الدمى الجنسية وآلات الاستمناء وتجربة البحث لتحقيق التساوي الجنسي بينهم.

## الأفكار الرئيسية
دائمًا ما تكون الهوية الجندرية أحد مواضيع موسيقى بيتشز، تعزف في كثير من الأحيان الأفكار التقليدية لتقديم الأدوار الجندرية. تجعل قصائدها الشعبية وعروضها المباشرة الفرق بين الذكور والإنات غير واضح. مثلًا: بدت بيتشز بلحية مكتملة على غلاف ألبوم فاذرفاكر. عندما سئلت فيما لو فضلت هذا العنوان من أجل أهمية الصدمة، أجابت:
لماذا ندعو أمهاتنا بالأمهات العاهرات؟، لماذا عندما يرتطم إصبع قدمنا نصرخ، "أوه الأم العاهرة!؟ ماذا تعني الأم العاهرة؟...نحن نستعملها في كلامنا يوميًا، إنها كلمة انفعالية معتوهة. أنا لست واحدة تخجل من هذه المصطلحات الفاحشة والتي في الحقيقة نمتلكها نحن في الاتجاه السائد لدينا. الأم العاهرة هي كلمة معروفة جدًا. لكن إذا كنا سنستعمل الأم العاهرة، لماذا لا نستعمل كلمة فاذرفاكر؟ أنا أحاول فقط أن أكون منصفة.
تخالف بيتشز ادعاءات مصطلح "حسد القضيب"، تعطي الأولوية لمصطلح "حسد خنثوي"، بما أنه "يوجد كثيرًا من الذكور والإناث داخل كل واحد منا".
كان مصطلح «العمر» فكرة رئيسية أخرى في موسيقا بيتشز في الآونة الأخيرة. استعرَضت قصائدها مسألة العمر في أغاني عديدة من ألبومها آي فيل كريم: تريك أور تريت، شو ستوبر، مامي كومبليكس. انتقدت بيتشز العنصرية العمرية الموجهة ضدها، وأخبرت صحيفة نيويورك ديلي نيوز: «سأجعل من تقدم السن شيئًا رائعًا».

## الإلهام
تضمنت قائمة بيتشز التي كانت مصدر الوحي لها لإثارة الصور الذهنية في عروضها المباشرة: جون ووترز، سيندي شيرمان وباول مككارثي والأفلام ترون، غريس، ليكويد سكاي، فانتوم أوف ذا بارادايس.

## الديسكوغرافيا

### الألبومات
- فانسيبانتس هودلوم عام (1995)
- ذا تيتشز أوف بيتشز عام (2000)
- فاذرفاكر عام (2003)
- إمبيتش ماي بوش عام (2006)
- آي فيل كريم عام (2009)
- روب عام (2015)

## وصلات خارجية
- بيتشز (موسيقية) على موقع IMDb (الإنجليزية)
- بيتشز (موسيقية) على موقع ألو سيني (الفرنسية)
- بيتشز (موسيقية) على موقع ميوزك برينز (الإنجليزية)
- بيتشز (موسيقية) على موقع رولينغ ستون (الإنجليزية)
- بيتشز (موسيقية) على موقع أول موفي (الإنجليزية)
- بيتشز (موسيقية) على موقع إن إن دي بي (الإنجليزية)
- بيتشز (موسيقية) على موقع أول ميوزيك (الإنجليزية)
- بيتشز (موسيقية) على موقع ديسكوغز (الإنجليزية)
- بيتشز (موسيقية) على موقع قاعدة بيانات الفيلم (الإنجليزية)
- بيتشز (موسيقية) على موقع ليتربوكسد (الإنجليزية)
- الموقع الرسمي
- بيتشز على مشروع الدليل المفتوح